# Cinci detectivi la miezul nopții
Cinci detectivi la miezul nopții (titlu original: în engleză Murder by Death) este un film american de comedie de mister din 1976 regizat de Robert Moore, produs de Ray Stark și scris de Neil Simon. Rolurile principale au fost interpretate de actorii Eileen Brennan, Truman Capote, James Coco, Peter Falk, Alec Guinness, Elsa Lanchester, David Niven, Peter Sellers, Maggie Smith, Nancy Walker și Estelle Winwood.

## Distribuție
- Peter Falk: Sam Diamond
- Alec Guinness: majordomul Jamesir Bensonmum
- Truman Capote: multimilionarul excentric Lionel Twain
- Nancy Walker: Yetta, bucătăreasa
- Peter Sellers: Inspector Sidney Wang
- Richard Narita: Willie Wang
- David Niven: Dick Charleston
- Maggie Smith: Dora Charleston
- James Coco: Milo Perrier
- James Cromwell: Marcel Cassette
- Eileen Brennan: Tess Skeffington
- Elsa Lanchester: Jessica Marbles
- Estelle Winwood: Asistenta Withers
- Fay Wray (nemenționat)